# Wald nordöstlich von Löcknitz
Wald nordöstlich von Löcknitz este o arie protejată (arie specială de conservare — SAC, sit de importanță comunitară — SCI) din Germania întinsă pe o suprafață de 22 ha, integral pe uscat.

## Localizare
Centrul sitului Wald nordöstlich von Löcknitz este situat la coordonatele 53°27′31″N 14°13′27″E / 53.4586°N 14.2242°E.

## Înființare
Situl Wald nordöstlich von Löcknitz a fost declarat sit de importanță comunitară în aprilie 2004 pentru a proteja 1 specie de animale. Situl a fost protejat și ca arie specială de conservare în august 2016.

## Biodiversitate
Situată în ecoregiunea continentală, aria protejată conține 1 habitat natural: Păduri acidofile de stejar bătrân cu Quercus robur pe câmpii nisipoase.
La baza desemnării sitului se află o specie protejată de  nevertebrate: Osmoderma eremita